# فنی-۲
فنی-۲ (به لاتین: Feni-2) یک منطقهٔ مسکونی در بنگلادش است که در ناحیه فنی واقع شده‌است.